# راه‌بند
راه‌بندها موانعی هستند که در خیابان‌ها به منظور کنترل ترافیک، کنترل اعتراضات خیابانی، سرقت و امور عمرانی شهری به کار گرفته می‌شوند.
از راه‌بند اتوماتیک برای بلند کردن بومی که بر دستگاه سوار است استفاده می‌شود.

## راه‌بندهای خودرویی
راهبندهای خودرویی غالباً برای کنترل ورودی‌های شهرها، شهرک‌ها، مراکز نظامی، تجاری و مسکونی استفاده می‌شود. این نوع راه‌بندها را می‌توان عموماً به سه دسته راه‌بندهای بوم دار ، راه‌بند ستونی و راه‌بند زنجیری تقسیم‌بندی کرد.
راه بند‌ها از نظر نوع سیستم محرکه به دو نوع راه بند الکترومکانیک و راه بند الکتروهیدرولیک تقسیم می‌شوند که الکترومکانیک میزان تردد در ساعت کمتری نسبت به نوع الکتروهیدرولیک دارد.
راهبندهای الکتروهیدرولیک هم بر دو نوع تردد متوسط و تردد نامحدود با استفاده از فناوری‌های خاص هستند که می‌توانند تردد مداوم و بی‌وقفه ایجاد کنند.

### راه‌بند بوم دار
پر مصرفترین راه‌بندی که می‌توان از آن نام برد، راه‌بند بوم دار یا تیرک دار است که در اکثر ورودی‌های پرتردد استفاده می‌گردد. استفاده از این نوع راهبند برای جلوگیری از ورود و خروج وسایل نقلیه غیرمجاز از معبر است و امنیت مکان در اولویتهای بعدی قرار می‌گیرد. از این رو با برخورد خودرو با بوم این نوع راه‌بندها، عمدتاً بوم شکسته و خودرو می‌تواند عبور کند، هر چند که به خودرو نیز خسارت وارد می‌شود.

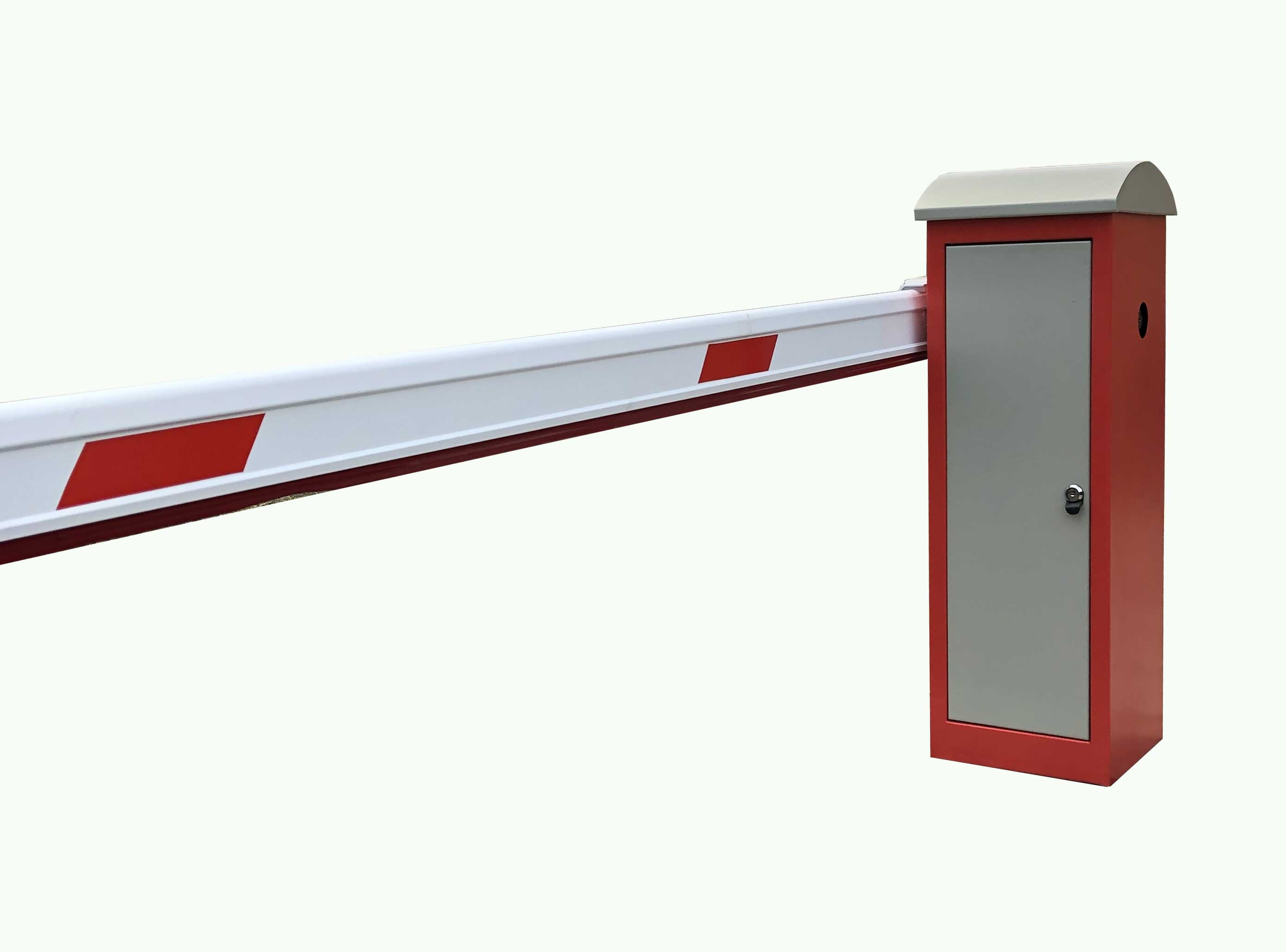
راهبند بوم دار

این نوع راه‌بندها را می‌توان به دستگاه‌های کنترل تردد، تگ خوان و کارتخوان نیز وصل کرد تا عبور مرور ساده‌تر گردد.

### راه‌بند ستونی
این نوع راه‌بند به گونه‌ای است که دستگاه راه‌بند زیر زمین کار شده و با فعال کردن و بستن مسیر شفتی با قطر ۳۰ سانتیمتر به بالا مسیر عبور و مرور را بسته و خودرو قادر نیست از آنجا گذر کند. راهبند ستونی برای مراکز نظامی و امنیتی کاربرد بالایی دارد. چرا که با برخورد با سرعت خودرو به راهبند، خودرو آسیب شدیدی می‌بیند و قادر به حرکت نمی‌باشد. قیمت این نوع راه‌بندها به نسبت سایر راه‌بندهای معمولی بسیار بالا است و سیستم بسیاری از آن‌ها هیدرولیکی می‌باشد.
راه‌بند اتوماتیک زنجیری:
کارایی و استفاده از این راهبند هم امنیت را نسبت به راه‌بند دارای بوم بیشتر می‌نماید و یک زنجیر به طول تا ۶ متر از سمت راست و چپ کشیده شده و تا ارتفاع ۶۰ سانتی‌متر محکم، مانع از عبور می‌شود. به هر حال راه‌بند اتوماتیک یک نقش کلیدی در نظارت بر عبور و مرور وسایل نقلیه بر عهده دارد که می‌توان با وصل کردن راه‌بند به سیستم کنترل تردد یک مکان را کاملاً مکانیزه نمود و نقش انسانی را بسیار کمتر و تکنولوژی را جایگزین خطای انسانی نمود.

## راهبند تشریفاتی
راه‌بند تشریفاتی دارای کاربردهای مخصوص به خود می‌باشند، این راهبندها معمولاً در فروشگاه‌ها، موزه‌ها و مواردی از این دست مشخص می‌گردد و بیشتر برای مشخص سازی مسیرهای پرتردد بکار گرفته می‌شود، البته کاربرد دیگر آن نیز مشخص کردن صف‌های انتظار است که می‌تواند در این مورد نیز به کار گرفته شود.

## راه‌بند آکاردئونی
این نوع راه بند نام خود را به دلیل داشتن شباهت به نوعی از آلات موسیقی به نام آکاردئون گرفته‌است. این وسیله، نوعی راهبند بسیار پر کاربرد محسوب می‌گردد، که می‌توان از آن در موارد متعددی بهره گرفت. مزیت‌هایی نیز دارد که علیرغم امکان مسدودسازی مسیری طولانی می‌تواند در منطقه ای بسیار اندک انبار گردد، این مزیت خود را نیز به دلیل داشتن شکل آکاردئونی خود بدست آورده‌است.

## کاربرد راه‌بند
کاربردهای راه بند برای بند آوردن مسیرهای عبور و مرور می‌باشد که در اصل برای حفاظت و تأمین امنیت می‌باشد و از مکان‌ها و مواردی که از راهبند استفاده می‌شود پارکینگ‌ها، مکان‌های حفاظت شده از جمله سفارت‌ها، ایستکاه‌های پلیس و پارکینک‌های حفاظت شده می یاشد.